# The Crown (zespół muzyczny)
The Crown – szwedzka grupa wykonująca muzykę z pogranicza thrash i melodic death metalu. Powstała 1990 roku w Trollhättan, do 1998 roku występując pod nazwą Crown of Thorns. Zespół został rozwiązany w 2004 roku. W 2009 roku w odnowionym składzie zespół wznowił działalność.

## Historia
Zespół powstał w 1990 roku w Trollhättan pod nazwą Crown of Thorns, z inicjatywy Johana Lindstranda (śpiew), Roberta Österberga (gitara), Magnusa Olsfelta (gitara basowa), Janne Saarenpää  (perkusja) i Marko Tervonena (gitara). W 1993 roku ukazało się pierwsze demo zespołu zatytułowane Forever Heaven Gone. Natomiast rok później zostało wydane demo Forget the Light.
W 1995 roku ukazał się pierwszy album studyjny zespołu pt. The Burning. Wydawnictwo było promowane teledyskiem do utworu pt. "Of Good And Evil". W 1997 roku ukazał się drugi album pt. Eternal Death. W 1998 roku zespół przyjął nazwę The Crown. 9 marca 1999 ukazał się pierwszy album pod nazwą The Crown zatytułowany Hell is Here. W 2000 roku ukazał się kolejny album studyjny pt. Deathrace King. Rok później z zespołu odszedł Lindstrand, którego zastąpił Tomas "Tompa" Lindberg.
8 kwietnia 2002 roku ukazał się piąty w historii działalności zespołu album zatytułowany Crowned In Terror. Wydawnictwo było promowane podczas europejskiej trasy koncertowej Crowning Europe In Terror 2003. Koncerty The Crown poprzedzały grupy Skinless i Monolith. Tego samego roku do zespołu powrócił wokalista Johan Lindstrand. 20 października 2003 roku nakładem Metal Blade Records ukazał się ostatni album studyjny grupy pt. Possessed 13. Wydawnictwo zostało nagrane w Studio Fredman w maju i czerwcu. W 2004 roku zespół został rozwiązany.  Oświadczenie Janne Saarenpää i zespołu w sprawie rozwiązania zespołu:

Chcemy podziękować wszystkim naszym fanom że byli z nami przez ostatnie 14 lat. Dzięki Metal Blade oraz wszystkim kapelom z którymi dzieliliśmy scenę! Jednocześnie przepraszamy, że nie pojawimy się na tegorocznych letnich festiwalach, na które już się zgłosiliśmy.

Już po rozwiązaniu zespołu ukazało się pierwsze wydawnictwo DVD The Crown zatytułowane 14 Years of No Tomorrow. Na trzypłytowym wydawnictwie ukazał się m.in. film dokumentalny pt. "The Road To Nowhere" oraz liczne koncerty. W 2009 roku w odnowionym składzie zespół wznowił działalność.

## Muzycy
| Ostatni znany skład zespołu - Johan Lindstrand - śpiew (1990-2001, 2002-2004, od 2011) - Magnus Olsfelt - gitara basowa (1990-2004, od 2009) - Janne Saarenpää - perkusja (1990-2004, od 2009) - Marcus Sunesson - gitara elektryczna (1993-2004, od 2009) - Marko Tervonen - gitara elektryczna (1990-2004, od 2009) | Byli członkowie zespołu - Jonas Stålhammar - śpiew (2009-2011) - Tomas "Tompa" Lindberg - śpiew (2001-2002) - Robert Österberg - gitara elektryczna (1990-1993) |

## Dyskografia
| The Burning (jako Crown of Thorns)   | - Data: czerwiec 1995 - Wydawca: Black Sun Records          | —  |
| Eternal Death (jako Crown of Thorns) | - Data: luty 1997 - Wydawca: Black Sun Records              | —  |
| Hell is Here                         | - Data: 9 marca 1999 - Wydawca: Metal Blade Records         | —  |
| Deathrace King                       | - Data: 25 kwietnia 2000 - Wydawca: Metal Blade Records     | —  |
| Crowned In Terror                    | - Data: 8 kwietnia 2002 - Wydawca: Metal Blade Records      | —  |
| Possessed 13                         | - Data: 20 października 2003 - Wydawca: Metal Blade Records | 54 |
| Doomsday King                        | - Data: 27 września 2010 - Wydawca: Century Media Records   | —  |
| Death Is Not Dead                    | - Data: 24 grudnia 2014 - Wydawca: Avalon Online            | —  |
| "—" album nie był notowany.          |                                                             |    |

| Tytuł                                            | Dane dot. albumu                                            |
| ------------------------------------------------ | ----------------------------------------------------------- |
| Forever Heaven Gone (demo; jako Crown of Thorns) | - Data: 1993 - Wydawca: wydanie własne                      |
| Forget the Light (demo; jako Crown of Thorns)    | - Data: 1994 - Wydawca: wydanie własne                      |
| Crowned Unholy (kompilacja)                      | - Data: 9 sierpnia 2004 - Wydawca: Metal Blade Records      |
| 14 Years of No Tomorrow (DVD)                    | - Data: 31 października 2005 - Wydawca: Metal Blade Records |

## Nagrody i wyróżnienia
| Rok  | Kategoria                                  | Nagroda                 | Uwagi     |
| ---- | ------------------------------------------ | ----------------------- | --------- |
| 2011 | The Best Death Metal Album (Doomsday King) | Metal Storm Awards 2010 | 5 miejsce |